# Rozstęp mięśni

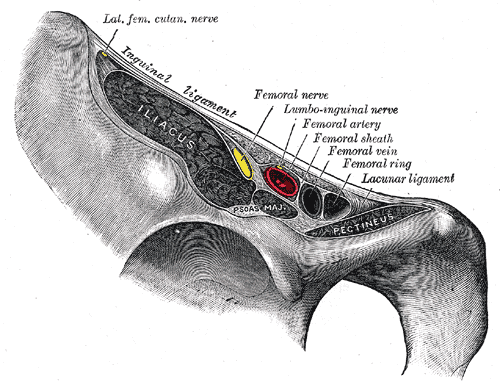
Struktury przechodzące pod więzadłem pachwinowym (Inguinal ligament). Po lewej stronie, w obrębie rozstępu mięśni, oznaczone: nerw skórny uda boczny (Lat. fem. cutan. nerve), nerw udowy (Femoral nerve) i części mięśnia biodrowo-lędźwiowego: mięsień biodrowy (iliacus) i mięsień lędźwiowy większy (psoas maj.)

Rozstęp mięśni (łac. lacuna musculorum) – w anatomii człowieka boczna, większa część przestrzeni (rozstępu wspólnego, lacuna communis) pomiędzy więzadłem pachwinowym a przednim brzegiem kości miednicznej, łączącej jamę brzuszną z udem. Od części przyśrodkowej rozstępu wspólnego (rozstępu naczyń) oddziela go łuk biodrowo-łonowy (arcus iliopectineus), pasmo ścięgniste rozciągnięte między dolną stroną więzadła pachwinowego a wyniosłością biodrowo-łonową kości łonowej. Z tyłu ograniczony jest kością biodrową. 
Przechodzą przez niego mięsień biodrowo-lędźwiowy i nerw udowy. Nerw skórny boczny uda może także przechodzić przez rozstęp mięśni, albo powyżej niego, nad więzadłem pachwinowym.